# 神戸9クルーズ
神戸9クルーズ（こうべナインクルーズ、Kobe 9 Cruise）は、プロ野球関西独立リーグに所属していた兵庫県のプロ野球チーム。2008年に発足し、2009年よりリーグに加盟したが、2010年限りで脱退した。

## 概要
運営会社である「神戸ベースボール倶楽部」のオーナーは、地元でミネラルウォーターの製造販売業を営む広田和代。日本のプロ野球チームでは初の女性オーナーであった。シーズン開始前の2月には、同じリーグの紀州レンジャーズでゼネラルマネージャーを務めていた竹下正造を執行役員常務に迎えている。
解散後の報道では、球団運営スタッフの大半は、広田が経営するミネラルウォーター製造販売会社の従業員が兼務していた。
初年度は、男性と共にプレーする日本初の女性プロ野球選手となった吉田えりが所属していた。

## 歴史
発足時の監督は、元阪神タイガースの中田良弘であった。
吉田えりはリーグの開幕前より全国的なマスコミからも注目を集め、初年度は前期シーズンを中心に吉田がブルペン入りをすると予告された試合の多くで入場者が1000人を越えた。この結果、入場者数はリーグでトップ（1試合平均798人）であった。
しかし、選手が地域イベントに参加することで集客の向上を目指した経営陣と、NPBにも進める本格的な野球選手の育成を優先しようとした中田監督の意見が対立し、7月29日に中田は監督を解任され、村上眞一コーチが代行となった。また、竹下執行役員常務はそれに先だって6月に解任されている。
監督交代直後の7月31日の試合では、中田監督の解任に不満を抱く4選手が試合をボイコットしたため、野手が8人となり、村上監督代行が急遽選手登録し、指名打者で先発出場する事態となった。
9月22日の大阪ゴールドビリケーンズ戦は、わずか10人の選手で試合をおこなった。これは選手10人が横浜ベイスターズの入団テストを受けに行ったためである。試合は、村上眞一監督代行が指名打者に、衣川幸夫コーチが捕手に、投手の小園司がファースト、さらに吉田えりが先発し、好投するも、試合は0-8で敗れている。
2009年シーズン終了後、元・阪神の池内豊が監督に就任。同時に、池内が営業部長を務める株式会社ホークスドリーム（最高顧問は元プロ野球選手の門田博光）と業務提携を結び、選手のセカンドキャリアをサポートすることも明らかにされた。経費節約のため、本拠地はスカイマークスタジアムから城山公園野球場に変更された。
2010年6月17日、経営難のため選手の給料を6月分より全額カットすることが発表された。6月25日、初となる前期優勝を達成。9月25日、紀州レンジャーズとのチャンピオンシップに連勝して、初の年間優勝。
2010年10月28日のドラフト会議で、福泉敬大が読売ジャイアンツから育成選手枠3位で指名を受けた。

### 活動休止
2010年10月、リーグ内各球団のNPO法人化の方針に基づき、三田市に拠点を置く新球団を設立し、神戸は活動を休止する見込みであると報じられた。選手は新設された「兵庫ブルーサンダーズ」に引き継がれ、事実上神戸を引き継いだ形となった。撤退後の報道では、活動休止は親会社の命であったという。2023年当時は、兵庫（2度の改称を経て、兵庫ブレイバーズ）の公式グッズとして「神戸ナインクルーズバージョン」のレプリカユニフォームが販売されていた。
一方、リーグ参加権については、横浜市に本社を置き住宅リフォームを手がけるフォレストホーム社に譲渡され、2011年シーズンより「神戸サンズ」となった（2012年シーズン終了後活動を休止）。

## 成績

### シーズン
| 年度 | 期 | 監督     | 順位 | 試合 | 勝利 | 敗戦 | 引分 | 勝率 | ゲーム差 |
| ---- | -- | -------- | ---- | ---- | ---- | ---- | ---- | ---- | -------- |
| 2009 | 前 | 中田良弘 | 2    | 36   | 16   | 14   | 6    | .533 | 1.0      |
| 2009 | 後 | 村上眞一 | 3    | 36   | 14   | 19   | 3    | .424 | 7.5      |
| 2010 | 前 | 池内豊   | 1    | 35   | 20   | 15   | 0    | .571 | －       |
| 2010 | 後 | 池内豊   | 3    | 30   | 13   | 16   | 1    | .448 | 5.0      |

### チャンピオンシップ
- 2010年 - 年間総合優勝（2勝0敗：対戦は紀州）

## スタッフ・選手

### 吉田えりについて
初年度のドラフト会議に7位で指名された吉田えりは、1951年に女子プロ野球（日本女子野球連盟）が消滅して以来、58年ぶりの女子プロ野球選手となった。吉田の入団はマスコミではおおむね肯定的に報じられたが、球界関係者の中には中村勝広（当時オリックス・バファローズ球団本部長）が吉田の公式戦初登板時に「万が一のことを考えると怖いし、バッターもやりにくい。話題をつくる狙いは分からないではないが、いかがなものか」と評するなど批判的な反応も見られた。
9月には、吉田と元女子プロ野球選手である高坂峰子（元大阪ダイヤモンド所属、捕手兼内野手）がエキシビション対戦し、安打を放っている。吉田は2009年のシーズン終了後に退団した。

## マスコット
CapTen・ガーリー。神戸の海を羽ばたくカモメをモチーフとしたマスコット。発足当時のリーグでは唯一、純粋に実在する動物をモチーフとしたキャラクターであった。初年度開幕前の2009年2月、生田神社でおこなわれた節分祭でデビューした。性別はオスで、セーラーキャップとセーラーカラーの上着とズボンをまとっている。
名前の由来
「Cap Ten」は、チームの応援団長(Cap)と10番目(Ten)の戦士を意味する。「ガーリー」はカモメの英名「シーガル」を元に親しみを込めた。この名前は公募で選ばれた。
背番号
10(9クルーズを応援するファン代表という意味）。ユニフォームへのプリントはなされていないが、着用のセーラー服に名札のようなものを付けており背番号と名前が書かれている)
誕生日
10月11日